# Ludwig Anzengruber
Ludwig Anzengruber (29. listopadu 1839, Vídeň – 10. prosince 1889) byl rakouský prozaik a dramatik. Představitel realismu a naturalismu. Většina jeho děl se odehrává na rakouském venkově, často mezi štýrskými horaly. Vešel ve známost také pod pseudonymem Ludwig Gruber.

## Život a dílo
Byl synem nižšího vídeňského úředníka, který se pokoušel psát dramata. Kvůli předčasné otcově smrti v roce 1844 a posléze i babičky v roce 1854, která rodinu finančně podporovala, musel Ludwig přerušit svoje studia . Učil se pak knihkupcem, avšak nakonec sběhl k divadlu a stal se hercem. U divadla zůstal šest let (1860–1866). Poté se věnoval novinařině. Roku 1869 nastoupil jako úředník k vídeňskému policejnímu úřadu. Poté, co na jevištích fenomenálně uspělo jeho drama Der Pfarrer von Kirchfeld (Farář z Podlesí) z roku 1870, stal se finančně nezávislým a začal se naplno věnovat psaní a dramatu. Nejvíce se poté ujala jeho hra Der Meineidbauer (Sedlák křivopřísežník). Z románů Der Schandfleck, z drobných próz pak sbírky povídek Dorfgänge a Geschichten (1879). Mezi jeho přátele náležel kupříkladu spisovatel Peter Rosegger, s nímž udržoval i písemnou korespondenci.
Ottův slovník naučný jeho dílo hodnotil slovy:
"Podařilo se mu jak v prosté povídce, tak v působivém dramatě uchovati představovaný život v původní a přirozené živosti. Kdežto povídkou ze života obyvatelův alpských váženou předstihl jej Rosegger, ve dramatě svého druhu Anzengruber dosud jest nedostižen. Nejlépe se mu daří charakteristika; se vzácným uměním odhaluje zdánlivé záhady nejtajnějšího nitra osob jednajících a poutavý děj dramatický osnuje nejraději z náboženských podnětův a sporů. Pokud hoví účelu jen básnickému, potud vytvořuje postavy a situace umělecké, stírá jim však též ráz básnický, jakmile je sdružuje s účelem jiným, obyčejně sociálně politickým. Mluva jeho vzata jsouc většinou ze živého nářečí osob jednajících působí přirozenou silou."